# 5ª Squadriglia Caproni
La 5ª Squadriglia Caproni si mobilita il 16 dicembre 1915 con aerei Caproni.

## Storia

### Prima guerra mondiale
Viene costituita il 22 novembre 1915 sul campo volo di Aviano ed il 16 dicembre si sposta al Campo di aviazione di Verona-Tombetta inserita nel III Gruppo (poi 3º Gruppo caccia terrestre) per la I Armata.
Il 10 gennaio 1916 bombarda il campo volo di Gardolo ed in febbraio è comandata dal Capitano pilota Oronzo Andriani che dispone di altri 3 piloti e 2 osservatori.
Il 16 aprile nel cambio dei nomi di tutte le squadriglie diventa 5ª Squadriglia Aeroplani ed il 30 maggio è comandata dal Cap. Gaetano Coniglio che dispone di altri 5 piloti e 2 osservatori e 3 Caproni.
Nell'ambito della Battaglia degli Altipiani il 2 giugno 3 Ca bombardano Calliano (Trentino-Alto Adige) ed un equipaggio che dispone del mitragliere dotato di Fiat Mod. 14 tipo Aviazione rivendica la prima vittoria in combattimento su un Lloyd C.II che picchia rapidamente a motore spento.
Ai primi di luglio il reparto è a Tombetta (oggi Borgo Roma) con 9 piloti, 8 osservatori tra cui il Cap Mario Ajmone Cat che sarà il Capo di stato maggiore dell'Aeronautica Militare dal 1944 al 1951 ed il Sottotenente Giovanni Cartia (politico 1894), 4 mitraglieri e 5 Ca.
Il 23 agosto un Ca abbatte un Lloyd vicino ad Arsiero ed il 25 agosto l'Hansa-Brandenburg C.I dell'Asso dell'aviazione Josef Kiss della Flik 24 costringe all'atterraggio il Ca. di Coniglio vicino al Forte Campo Luserna in territorio austriaco.
Il 24 agosto il comando interinale passa al Tenente osservatore Giulio Franciosini ed il 30 al Cap. pilota Filippo Valdimiro.
Il 17 settembre il Ca di Valdimiro viene abbattuto da due Br. C.1 di cui uno era ancora quello di Kiss e compie un atterraggio di emergenza a Chizzola causando gravi ferite a Valdimiro che morirà il 23 settembre.
Il 5 ottobre il comando passa al Cap. Umberto Rossi che nel dicembre dispone di 7 Ca., altri 9 piloti, 4 osservatori e 3 mitraglieri.
Nel 1916 il reparto ha svolto 45 bombardamenti, 50 voli da crociera e 6 ricognizioni sostenendo 12 combattimenti.
Il 26 marzo 1917 un equipaggio di Ca rivendica un Brandenburg che vede allontanarsi perdendo quota sul Col Santo vicino al Pasubio ed il 23 maggio il reparto si sposta a Comina (Friuli-Venezia Giulia) per la Decima battaglia dell'Isonzo.
Il 24 maggio un Ca dopo aver bombardato Hermada viene attaccato da due caccia ed il mitragliere Blesso ne abbatte uno ma il Ca deve atterrare in emergenza vicino a Latisana.
Il 1º giugno il reparto torna a Tombetta ed il 10 giugno un Ca dopo aver bombardato sulla Cima Portule precipita.
Il 19 giugno un Ca sgancia 12 bombe torpedine su obiettivi in Val Gamarra, il 6 agosto si sposta all'Aeroporto di Udine-Campoformido passando al IV Gruppo ed il 10 agosto passa al comando del Cap. Umberto Bassani che dispone di 4 Ca di cui 2 Caproni Ca.33, altri 7 piloti, 3 osservatori e 4 mitraglieri.
Nell'ambito dell'Undicesima battaglia dell'Isonzo il 19 agosto 3 Ca bombardano su Vojščica e Ceroglie le retrovie lanciando 24 bombe torpedine, 6 bombe mina e 6 bombe incendiarie per poi mitragliare le linee e le riserve.
Il 27 settembre due Ca bombardano obiettivi su Pola ed il 28 settembre due Ca bombardano le retrovie su Vojščica e Ceroglie.
Il 5 ottobre il reparto si sposta ad Aviano con 4 Ca, 7 piloti, 3 osservatori e 3 mitraglieri e nell'ambito della Battaglia di Caporetto il 31 ottobre ripiega su Padova con 4 Ca.
Il 13 novembre colpisce la 12ª Divisione slesiana che tenta di attraversare il Piave a Vidor.
Il 27 novembre due Ca bombardano Primolano ed al rientro sono attaccati da 2 caccia che feriscono un mitragliere ma l'altro ne abbatte uno costringendo a desistere il secondo.
L'8 dicembre l'unità si sposta a Ghedi con 3 Ca, l'8 gennaio 1918 a Padova con 2 Ca, 5 piloti ed un mitragliere ed il 3 febbraio a San Pelagio (Due Carrare) dove il 5 arriva un ulteriore Ca.
Il 14 maggio bombardano il campo di Santa Giustina (Italia), il 15 giugno 2 Ca bombardano il ponte di barche e le truppe sul Piave ed il 18 giugno un Ca bombarda truppe a Ponte di Piave.
Il 20 giugno al bombardamento di Falzè di Piave partecipano anche due Tenenti piloti dell'American Expeditionary Forces ed il 17 luglio 2 Ca bombardano di giorno obiettivi su Pola.
In agosto la squadriglia dispone di 4 Ca, 12 piloti tra cui 3 americani, 3 osservatori di cui uno americano e 4 mitraglieri che il 23 agosto bombardano Aviano e Comina.
Il 24 agosto un Ca che torna in formazione sugli obiettivi del giorno precedente viene attaccato da 4 caccia e ne abbatte uno ed il 14 settembre il Maggiore Fiorello La Guardia, deputato al Congresso degli Stati Uniti d'America e dal 1934 tre volte Sindaco di New York partecipa al bombardamento di Pergine Valsugana.
In ottobre il comando passa al Cap. Pietro Gallia ed il 23 2 Ca bombardano obiettivi vicino a Feltre.
Nell'ambito della Battaglia di Vittorio Veneto il 25 ottobre 2 Ca bombardano Primolano con 6 bombe mina e 2 incendiarie ed il 31 ottobre 2 Ca bombardano la rotabile Sacile-Pordenone.
Alla fine della guerra rimane con 6 Ca, 11 piloti tra cui 5 americani, 3 osservatori di cui uno americano e 5 mitraglieri. Viene sciolta alla fine dell'estate 1919.

### Seconda guerra mondiale
Al 10 giugno 1940 era nell'43º Gruppo o XLIII Gruppo del Ten. Col. Giulio Monteleone con 6 Fiat B.R.20 a Cascina Vaga di Arena Po nel 13º Stormo Bombardamento Terrestre della 4ª Divisione Aerea “Drago” nella 1ª Squadra aerea.
Al 22 ottobre successivo era a Melsbroek di Steenokkerzeel nel Corpo Aereo Italiano fino al 10 gennaio 1941.
All'8 settembre 1943 era nel XLIII Gruppo Combattimento di Devoli con 8 Caproni Ca.314 nell'Aeronautica dell'Albania - AALB.